# 장서경
장서경(1991년 4월 25일 ~ )은 대한민국의 배우이다.

## 학력
- 한국예술종합학교 연극원 연기과

## 출연작

### 영화
- 《헌트》 (2022년) - 여학생 역
- 《경관의 피》 (2022년) - 민재 여동생 역
- 《연애 빠진 로맨스》 (2021년) - 서경 역
- 《귀신의 향기》 (2019년) - 수진 역
- 《스플릿》 (2016년) - 성심원 여대생 역
- 《커터》 (2016년) - 이지혜 역
- 《비긴 어게인》 (2014년) - 온서현 역
- 《가시》 (2014년) - 주희 역
- 《한그릇 한모금》 (2013년)

### 드라마
- 《루갈》 (2020년, OCN) - 수잔 역
- 《우아한 가》 (2019년, MBN/드라맥스) - 고은지 역
- 《이몽》 (2019년, MBC)
- 《붉은 달 푸른 해》 (2018년, MBC) - 이혜선 역
- 《스케치》 (2018년, tvN) - 이진영 역
- 《다르게 적히는 연애》 (2018년,웹드라마) - 장서경 역
- 《사임당, 빛의 일기》 (2017년, SBS) - 향이 역
- 《KBS 드라마 스페셜 - 아득히 먼 춤》 (2016년, KBS2) - 이슬기 역
- 《미세스 캅 2》 (2016년, SBS) - 이해인 역
- 《용팔이》 (2015년, SBS)